# L'Ange déchu (X-Files)
Pour les articles homonymes, voir L'Ange déchu et Fallen Angel.
L'Ange déchu (Fallen Angel) est le 10e épisode de la saison 1 de la série télévisée X-Files. Dans cet épisode, qui fait partie de l'arc mythologique de la série, Mulder et Scully enquêtent sur un crash d'OVNI.
L'épisode a obtenu des critiques globalement favorables.

## Résumé
Un OVNI s'écrase dans les bois du Wisconsin. Arrivé le premier sur les lieux, un adjoint du shérif est tué par l'occupant de l'OVNI. L'Air Force lance aussitôt une opération pour récupérer discrètement l'épave. Renseigné par Gorge profonde, Mulder se rend sur le site du crash et prend des photographies mais est capturé par les militaires. Il est sommé par le colonel Henderson de ne rien divulguer de ce qu'il a vu et est placé en détention provisoire avec Max Fenig, un excentrique ufologue. Le lendemain, Scully vient chercher Mulder et lui apprend que le chef de section McGrath menace de faire fermer le service des affaires non classées à cause de cette affaire.
Fenig, qui s'intéresse de près au travail de Mulder, fait écouter aux deux agents les transmissions de la police et des pompiers qu'il a intercepté. Mulder et Scully interrogent alors la veuve du policier et le médecin qui a traité des pompiers gravement brûlés sur les lieux du crash et morts peu après. Tous deux leur apprennent qu'ils ont été menacés par les militaires pour qu'ils n’ébruitent pas l'affaire. Pendant ce temps, Henderson et ses hommes traquent l’extraterrestre qui pilotait l'OVNI, celui-ci brûlant alors plusieurs militaires. Scully participe vainement aux soins des blessés, qui décèdent tous, tandis que Mulder retrouve Fenig. Il découvre que ce dernier a une cicatrice derrière l'oreille similaire à des marques portées par des personnes affirmant avoir été enlevées par des extraterrestres.
Fenig est enlevé par l'extraterrestre avant d'être retrouvé errant sur des quais par deux militaires. L’extraterrestre les tue tous les deux avant de se réfugier dans un entrepôt avec Fenig. Mulder et Scully arrivent sur les lieux avant les militaires, qui cernent le hangar. Mulder retrouve Fenig mais est blessé par l’extraterrestre avant d'être le témoin impuissant de la disparition de Fenig dans une colonne de lumière.  De retour à Washington, Mulder et Scully passent devant une commission du FBI présidée par McGrath. Ce dernier est sur le point de fermer le service des affaires non classées mais en est empêché par Gorge profonde, qui estime qu'il est plus sûr de garder Mulder auprès d'eux afin de surveiller son travail que de le voir lâché dans la nature.

## Distribution
- David Duchovny : Fox Mulder
- Gillian Anderson : Dana Scully
- Frederick Coffin : Joseph McGrath
- Marshall Bell : le colonel Calvin Henderson
- Scott Bellis : Max Fenig
- Jerry Hardin : Gorge profonde

## Production
L'épisode est un premier présage de la menace de fermeture qui pèse sur le service des affaires non classées, menace mise à exécution dans l'épisode Les Hybrides. Il introduit également le personnage de Max Fenig, qui sert de modèle pour la conception des Lone Gunmen, introduits dans l'épisode Entité biologique extraterrestre.
Les scènes se déroulant à Washington sont filmées à l'université Simon Fraser, leur tournage étant compliqué en raison de l'espace très limité mis à la disposition de l'équipe pour l'installation du matériel de tournage. L’extraterrestre de l'épisode, rendu invisible afin d'être plus effrayant pour le public, est inspiré par la créature du film Predator (1987).

## Accueil

### Audiences
Lors de sa première diffusion aux États-Unis, l'épisode réalise un score de 5,4 sur l'échelle de Nielsen, avec 9 % de parts de marché, et est regardé par 8,80 millions de téléspectateurs, ce qui en fait l'épisode ayant réalisé la plus mauvaise audience de toute l'histoire de la série.

### Accueil critique
L'épisode obtient des critiques globalement favorables. John Keegan, du site Critical Myth, lui donne la note de 9/10. Keith Phipps, du site The A.V. Club, lui donne la note de B+. Le magazine Entertainment Weekly lui donne la note de B+.
Le site Le Monde des Avengers lui donne la note de 3/4. Dans leur livre sur la série, Robert Shearman et Lars Pearson lui donnent la note de 3/5.